# USL 챔피언십
USL 챔피언십(United Soccer League Championship, USL Championship)은 2011년부터 진행 중인 미국의 축구 2부 리그로 과거에는 유나이티드 사커 리그라는 이름으로 불렸었다. 참가팀들은 모두 미국팀으로 구성되어 있으며 과거에는 푸에르토리코와 앤티가 바부다의 팀들도 참가했다. 미국 축구 연맹의 축구 시스템상 2부 리그로 분류되어 있으나 현재까지도 메이저 리그 사커나 하위 리그인 USL 리그 1과의 승강제는 실시되지 않고 있다. 본래는 푸에르토리코의 3팀도 참가할 예정이었으나 푸에르토리코 축구 리그에 소속되어 있기에 두 리그의 경기 일정을 모두 소화하기 어려워 한 경기 만에 모두 빠져 나가면서 12팀으로 줄어들었으며 현재는 총 24팀으로 운영되고 있다.

## 개요
2013년 1월 유나이티드 사커 리그에 MLS의 리저브팀의 참가에 대해 USL과 MLS간의 합의가 이루어졌는데 이는 북미 지역 축구 선수들의 기량 유지 및 향상과 미국 축구 시스템의 강화를 위함이었다. 이 합의로 인해 MLS와 USL팀 간에 제휴를 맺고 선수 상호 임대 등을 통해 선수로 하여금 더 많은 경기에 뛰게끔 만들도록 할 수 있게 되었다. 2018년 1월 USLC 소속 클럽팀 중 20개팀이 MLS 팀들과 제휴를 맺고 있으며 MLS의 팀 중 미네소타 유나이티드, 올랜도 시티, 뉴잉글랜드 레볼루션를 제외한 모든 팀들이 USL팀과 제휴를 맺었지만 MLS 넥스트 프로라는 새로운 2군팀 리그가 생기면서 2022 시즌이 끝나고 모든 제휴가 종료되었다.

## 역사

### 창립 (2010)
2010년 9월 8일 언론을 통해 유나이티드 사커 리그 프로가 탄생하였음이 발표되었다. 사실 연맹으로부터의 공식 발표 이전에, 8월 11일 데이턴 더치 라이언스가 언론과의 만남에서 다음 시즌 USL 프로 챔피언십 디비전에 참가하게 되었다는 발언을 하면서, 대중들에게는 대회의 존재가 실수로 먼저 알려지게 되었다. 이 후 리치먼드 키커스가 USL 프로에 참가한다는 소식을 전했다. 2010년 9월 22일 USL 프로 "캐리비안 디비전"이 창설되었음이 발표되었으며, 푸에르토리코와 앤티가바부다의 팀들이 참여하게 되었다. 푸에르토리코 유나이티드를 필두로 캐리비안의 팀들은 최종적으로 8개 팀을 만들어 캐리비안 축구 협회를 창설할 것을 목표로 삼으며 USL 프로에 참가하였다. 2010년 9월 22일 세비야 FC 푸에르토리코와 CA 리버 플레이트 푸에르토리코가 USL 프로에 참가하였으며, 앤티가 바라쿠다가 추가로 참여하였다.
9월 22일 USL-2 2010 챔피언 찰스턴 배터리도 2011 USL 개막 시즌에 참여할 것을 발표하였다. 9월 30일 데이턴 더치 라이언스가 공식적으로 USL 참가를 발표하였고, 10월 4일에 샬럿 이글스 SC, 10월 7일에 해리스버그 시티 아일랜더스가 USL 프로에 참가할 것을 추가적으로 밝혔다. USL의 아홉번째 참가 확정 팀으로는 피츠버그 리버하운즈였으며, 10월 22일에 공식적으로 발표되었다. 10월 25일에는 북미 사커 리그에 있던 로체스터 라이노스가 추가적으로 합류하였다. 같은 날 올랜도 시티 SC(과거 오스틴 아즈텍스 FC) 또한 새로 합류하였다. 12번째 참가 팀으로 윌밍턴 해머헤즈 FC가 가입되었으며, 11월 17일 FC 뉴욕이 추가되었다. 12월 7일 서부 컨퍼런스 창설에 큰 힘이 될 로스앤젤레스 블루스가 리그에 가입하였다. USL 프로의 캐리비언 디비전은 푸에르토리코 유나이티드가 합류하면서, 네 개팀으로 운영되게 되었다. 이로써 USL 프로 리그의 첫 시즌에는 15개 팀이 가입하게 되었다.

### 개막 (2011~2012)
2011년은 USL 프로의 첫 시즌으로, 15개 팀이 참여하여 정규 리그 24경기가 예정되었다. 아메리칸 디비전과 내셔널 디비전의 팀들은 홈 앤드 어웨이 방식으로 18경기와, 지역 라이벌전은 특수하게 2경기 추가, 그리고 로스앤젤레스와 카리브 제도로의 추가적인 원정 경기를 집행하게 하였다. 인터네셔널 디비전은 주로 카리브 제도의 팀들로 구성되었으며, 홈 앤드 어웨이로 각 팀이 네 경기 씩 치르도록 하였다.
| 리그 구성 초안    | 리그 구성 초안 |
| ----------------- | --- |
| 아메리칸 디비전   | 찰스턴 배터리, 샬럿 이글스, 올랜도 시티, 리치먼드 키커스, 윌밍턴 해머헤즈                                         |
| 내셔널 디비전     | 데이턴 더치 라이언스, FC 뉴욕, 해리스버그 시티 아일랜더스, 피츠버그 리버하운즈, 로체스터 라이노스                 |
| 인터네셔널 디비전 | 앤티가 바라쿠다, 로스앤젤레스 블루스, 푸에르토리코 유나이티드, 리버 플레이트 푸에르토리코, 세비야 FC 푸에르토리코 |

그러나 2011년 5월 10일 USL은 푸에르토리코의 3개 축구 팀을 대회에서 제외시켰고, 아메리칸 디비전과 내셔널 디비전 두 개 디비전으로 대회를 진행할 것을 공식 발표하였다. USL은 12개 팀으로 진행되게 되었으며, 로스앤젤레스 블루스는 내셔널 디비전, 앤티가 바라쿠다는 아메리칸 디비전으로 이동하였다.
플레이오프는 각 디비전에서 상위권을 차지한 4개팀이 각각 진출하여, 8강전 단판 승부를 벌이는 방식으로 진행되었다. 각 디비전은 결승전까지 만나지 않도록 구성되었으며, 각 디비전의 1위는 4위, 2위는 3위와 붙는 방식으로 진행되었다.
2011 시즌은 올랜도 시티의 우승으로 끝이 났으며, 시즌 종료 이후 FC 뉴욕이 리그에서 탈퇴하였다. FC 뉴욕의 탈퇴 이후, USL은 권역별 리그를 폐지하고, 단일 리그로 교체하였다.

### MLS 파트너십의 시작 (2013~2014)
2013 시즌 피닉스 FC와 VSI 탬파베이 FC가 새로 리그에 참여하였다. 2013년 1월 23일 MLS와 USL은, MLS 리저브 리그가 USL와 통합하는 것에 합의를 마쳤다. 이 합의의 목적은 북미 지역 축구 선수들의 기량 향상과 리그 경쟁력 강화, 양 리그의 협력 관계 강화 및 양 리그의 관중 동시 증가 효과를 기대하는 것에 있었다. 이에 MLS 구단들은 USL 구단들과 협력관계를 맺고, 자신의 팀의 선수들을 USL로 임대 보낼 수 있도록 하였다. 스포팅 캔자스시티는 올랜도 시티와, 필라델피아 유니언은 해리스버그 시티 아일랜더스와, D.C. 유나이티드는 리치먼드 키커스와, 뉴잉글랜드 레볼루션은 로체스터 라이노스와 협력 관계를 맺었다. 2014년에는 휴스턴 다이너모가 피츠버그 리버하운즈와 파트너쉽을 추가적으로 맺었으나, 이 협력 관계는 1년 만에 해지되었다. 2013 시즌 종료 이후, VSI 탬파베이와 앤티가 바라쿠다가 리그에서 탈퇴하였다.
2014 시즌에는 2012년 12월에 창단하였으며, 2014년에 리그 참가를 약속한 새크라멘토 리퍼블릭 FC가 새로이 참가하였다. 2014년 7월에는 오클라호마시티 FC가 추가 가입하였다. 올랜도 시티는 2015 시즌 MLS 가입을 위해, USL 탈퇴를 신청하였다. 2014년 2월 5일 로스앤젤레스 블루스는 오렌지 카운티 블루스로 리브랜딩을 마쳤고, 3월 13일에는 피닉스 FC가 사업권을 철회하였고, 애리조나 유나이티드 SC가 그들을 대체하였다.
2014년 1월 29일 MLS의 로스앤젤레스 갤럭시가 리저브 팀 로스앤젤레스 갤럭시 II팀을 USL에 참여시키겠다는 발표를 하였다. 갤럭시는 USL 프로 확장 사업권을 취득하였으며, MLS 구단 중 리저브 팀을 그대로 USL 프로에 참여시킨 첫 번째 구단이 되었다.

### MLS 파트너쉽의 확장 (2015~2016)
2014 시즌 종료 이후, 올랜도 시티는 사업권을 판매하였으며, 구단은 루이빌 시티 FC로 재탄생하였다. 샬럿 이글스는 샬럿 그룹 내 사업권 판매와 함께 프리미어 디벨로프먼트 리그(PDL)로 이동할 뜻을 밝혔으며, 2014년 12월 11일 데이턴 더치 라이언스 또한 PDL로의 자진 강등을 선택하였다.
로스앤젤레스 갤럭시의 리저브 팀이 USL에 참여를 확정시킨 이후, USL 2015 시즌의 참여팀은 두 배 가까이 증가하였다. 로스앤젤레스 갤럭시의 뒤를 따라 7개의 MLS 팀이 USL에 리저브팀을 참여시킬 것을 공표하였다. 레알 솔트레이크는 USL에 참여할 협력 구단으로 레알 모나크스를 창단하였으며, 포틀랜드 팀버스와 시애틀 사운더스 FC는 각각 포틀랜드 팀버스 2와 시애틀 사운더스 2를 만들어 USL에 참가시켰다. 캐나다의 몬트리올 임팩트는 FC 몬트리올을 만들었고, 토론토 FC와 밴쿠버 화이트캡스 FC도 리저브 팀을 만들어 USL에 참여시켰다. 마지막으로 뉴욕 레드불스의 뉴욕 레드불스 II도 USL 참가가 확정되었다.
2014년 9월 18일 콜로라도 래피즈는 샬럿 인디펜던스와 협력 관계를 맺었으며, 2015년 1월 16일 뉴욕 시티 FC가 윌밍턴 해머헤즈 FC와 협력 관계를, 시카고 파이어가 세인트루이스 FC와 협력 관계를 맺었다. 2월 9일 FC 댈러스가 애리조나 유나이티드 SC와 협력 관계를 맺었다. 이로 인해 2015 시즌의 모든 MLS 팀들이 USL에 협력 팀 혹은 독립 리저브 팀을 보유하게 되었다.
리그의 규모가 방대해지면서, USL은 서부와 동부 컨퍼런스로 분리하여 리그를 진행할 것을 발표하였다. 리그는 정규 28경기로, 22경기를 컨퍼런스 내에서 치르고, 6경기를 지리적 라이벌 관계에 있는 팀 간의 추가 매치로 진행하도록 하였다. 또한 리그 공식 명칭을 유나이티드 사커 리그 프로에서 "유나이티드 사커 리그"로 개칭하였다.
2015 시즌 종료 이후, 론스타 펀드가 운영하는 리오그란데밸리 FC 토로스가 새로 가입하였다. 리오그란데밸리 FC는 휴스턴 다이너모와 협력 관계를 맺었으며, 휴스턴으로부터 전술 및 축구적인 부분들을 책임지는 대신, 소유주인 론스타가 운영 및 관리를 책임지도록 하였다. 뒤이어 FC 신시내티와 베슬리헴 스틸 FC가 추가로 가입하였으며, 올랜도 시티 SC의 B팀과 스포팅 캔자스시티가 소유권을 가진 스워프 파크 레인저스 또한 추가로 가입하였다. USL의 31번째 클럽으로, 샌안토니오 FC가 참여하였다.
오스틴 아즈텍스 FC가 홈 구장 하우스 파크가 홍수로 인해 침수 피해를 받아, USL 2016 시즌 불참할 것을 밝혔다.
2015년 스물 여덟번째 USL 참가 신청 팀인 리노 1868 FC가 2017 시즌 참가가 확정되었다. 2016년 10월 25일에는 북미 사커 리그(NASL)의 탬파베이 라우디스와 오타와 퓨어리 FC가 이동해 왔으며, 이는 NASL로부터 USL로 이동한 최초의 사례였다. 이 후 몬트리올 임팩트가 FC 몬트리올과의 협력 관계를 해지하고, 오타와 퓨어리와 협력 관계를 맺었다.
2016년 8월 31일 애리조나 유나이티드 SC의 소유주 카일 엥은 구단의 소유권 대부분을 매각하였고, 투자 그룹사 대표 버크 배캐이가 이를 매입하여 피닉스 라이징 FC로 리브랜딩되었다.

### 2부리그로의 준비 (2017~)
2017년 1월 6일 미국 축구 이사진은 미국의 축구 2부 리그에 관한 회의를 진행하였고, USL을 NASL과 동일 선상에 위치하여, 미국 축구계 2부 리그로서의 지위를 갖도록 하였다. 2017 시즌 USL은 NASL로부터 이전을 원한 인디 일레븐과 노스캐롤라이나 FC를 가입시켰다.
2018 시즌을 앞두고 내슈빌 SC, 라스베이거스 라이츠 FC, 프레즈노 FC, 애틀랜타 유나이티드 2가 새로 가입되었다. 반면 올랜도 시티 B팀과 로체스터 라이노스가 리그 잠정 탈퇴를 하기도 하였다. 추가로, 밴쿠버 화이트캡스 FC가 기존의 리저브 구단 화이트캡스 FC 2을 해체시키고, 프레즈노 FC와 협력 관계를 맺었다.또한 리그 명칭을 유나이티드 사커 리그에서 USL 챔피언십으로 변경했다. 2018시즌이 끝나고 펜 FC, 리치먼드 키커스, 토론토 FC II가 하부리그로의 자진강등을 선택했다. 2019시즌부터 하부리그로 USL 리그 1을 두기 시작했다.

## USL 챔피언십 참가팀

### 동부컨퍼런스
- 마이애미 FC
- 인디 일레븐
- 로드아일랜드 FC
- 루이빌 시티
- 노스캐롤라이나 FC
- 하트퍼드 애슬레틱
- 찰스턴 배터리
- 디트로이트 시티
- 탬파베이 라우디스
- 버밍햄 레지언
- 라우던 유나이티드
- 피츠버그 리버하운즈

### 서부컨퍼런스
- 오클랜드 루츠
- 콜로라도스프링스 스위치백스
- 라스베이거스 라이츠
- 오렌지 카운티
- 샌안토니오 FC
- 새크라멘토 리퍼블릭
- 몬터레이 베이
- 렉싱턴 SC
- 뉴멕시코 유나이티드
- 피닉스 라이징
- 엘파소 로코모티브
- FC 털사

## 역대 USL 챔피언십
| 시즌 | 우승팀                 | 스코어             | 준우승팀                   | 경기장                     | 관중수 | MVP              | 소속팀                 |
| ---- | ---------------------- | ------------------ | -------------------------- | -------------------------- | ------ | ---------------- | ---------------------- |
| 2011 | 올랜도 시티 SC         | 2 - 2 (3 - 2 (PK)) | 해리스버그 시티 아일랜더스 | 시트러스 볼                | 11,220 | 션 켈리          | 올랜도 시티 SC         |
| 2012 | 찰스턴 배터리          | 1 - 0              | 윌밍턴 해머헤즈 FC         | 블랙보드 스타디움          | 4,963  | 호세 미겔        | 찰스턴 배터리          |
| 2013 | 올랜도 시티 SC         | 7 - 4              | 샬럿 이글스                | 시트러스 볼                | 20,886 | 돔 드와이어      | 올랜도 시티 SC         |
| 2014 | 새크라멘토 리퍼블릭 FC | 2 - 0              | 해리스버그 시티 아일랜더스 | 보니 필드                  | 8,000  | 호드리고 로페즈  | 새크라멘토 리퍼블릭 FC |
| 2015 | 로체스터 라이노스      | 2 - 1              | 로스앤젤레스 갤럭시 II     | 살렌스 스타디움            | 5,247  | 아사니 사무엘스  | 로체스터 라이노스      |
| 2016 | 뉴욕 레드불스 II       | 5 - 1              | 스워프 파크 레인저스       | 레드불 아레나              | 5,547  | 브랜든 앨런      | 뉴욕 레드불스 II       |
| 2017 | 루이빌 시티 FC         | 1 - 0              | 스워프 파크 레인저스       | 루이빌 슬러거 필드         | 14,456 | 파올로 델 피콜로 | 루이빌 시티 FC         |
| 2018 | 루이빌 시티 FC         | 1 - 0              | 피닉스 라이징 FC           | Dr 마크 & 신디 린 스타디움 | 7,025  | 루크 스펜서      | 루이빌 시티 FC         |